# Colostethus vertebralis
Colostethus vertebralis là một loài ếch thuộc họ Dendrobatidae. Đây là loài đặc hữu của Ecuador.
Môi trường sống tự nhiên của chúng là vùng núi ẩm nhiệt đới hoặc cận nhiệt đới, tundra, đồng cỏ nhiệt đới hoặc cận nhiệt đới vùng đất cao, sông ngòi, đầm nước ngọt, và vùng nhiều đá.
Chúng hiện đang bị đe dọa vì mất môi trường sống.